# Buurtzorg

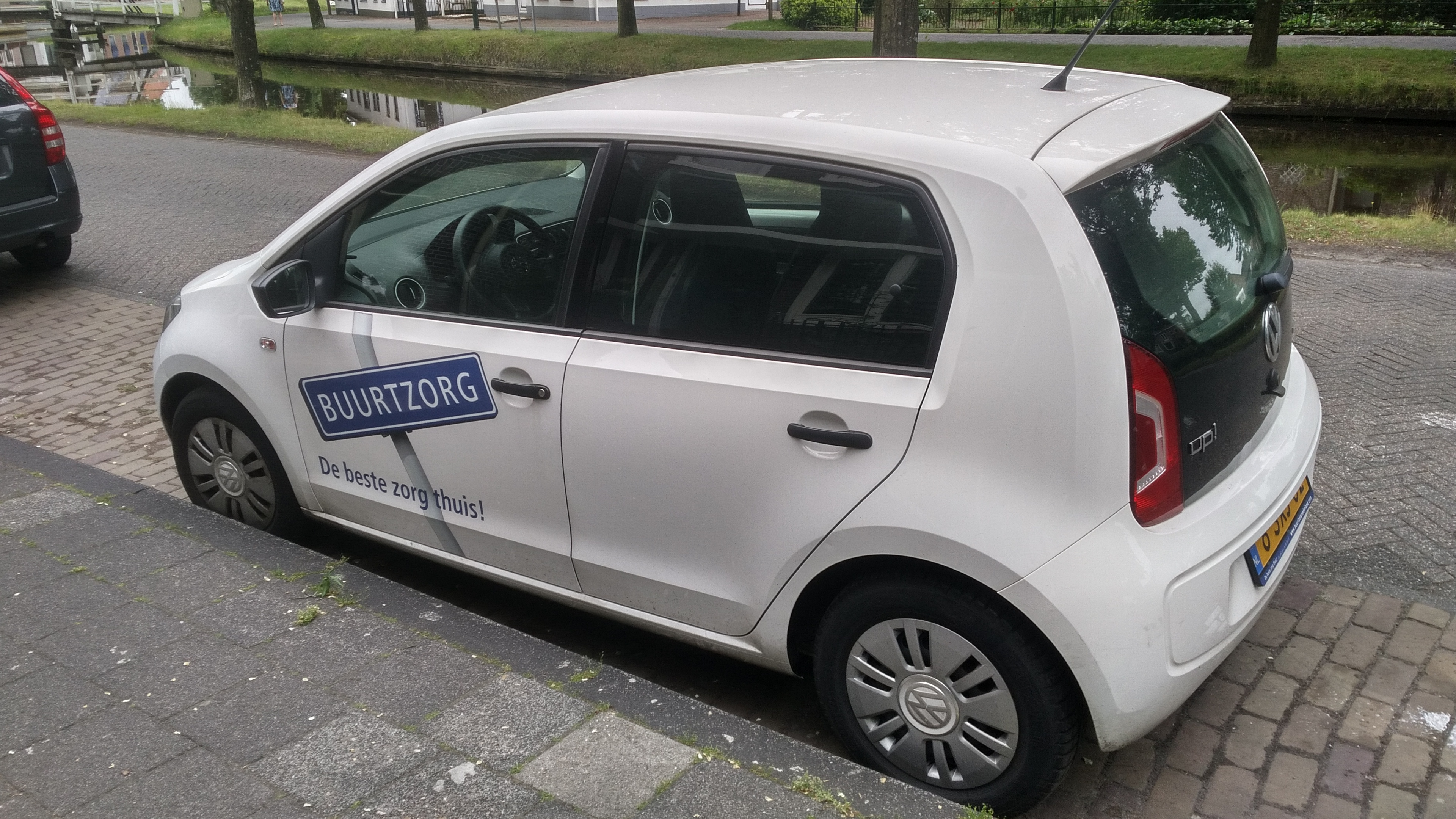
Ein Fahrzeug von Buurtzorg in Oude Pekela

Buurtzorg (dt. „Nachbarschaftspflege“) ist ein niederländisches Unternehmen zur ambulanten Pflege. Buurtzorg hat ein Pflegekonzept entwickelt, bei dem selbstständige Teams von etwa zehn Personen ihre Arbeit eigenverantwortlich organisieren, einschließlich der Planung und der Kommunikation mit Hausärzten. Ein zentrales Ziel des Modells ist es, Familie und Nachbarschaft einzubeziehen und die Selbstständigkeit der Patienten zu unterstützen.

## Geschichte
Buurtzorg wurde 2006 von Jos de Blok in Almelo gegründet. Von 1993 bis 2006 war er Manager bei zwei überregionalen ambulanten Pflegediensten. Jos de Blok vertrat die Ansicht, dass Pflege-Manager das Potential von Pflegefachkräften einschränken. Deshalb entschloss er sich, ein alternatives Modell zu entwickeln und gründete 2006 das erste, selbstständig arbeitende Buurtzorg-Team.
Seit 2011 wurde Buurtzorg mehrfach zum besten niederländischen Arbeitgeber gewählt. Im Jahr 2014 erhielt Jos de Blok die Albert-Medaille der Royal Society of Arts, mit der seit 1864 Persönlichkeiten wie Thomas Edison, Franklin D. Roosevelt und Stephen Hawking ausgezeichnet wurden.
Im Jahr 2024 beschäftigt die Organisation rund 10.000 Mitarbeiter und ist in 24 Ländern aktiv.

### Buurtzorg Deutschland
Im Jahr 2018 wurde der Pflegedienst Buurtzorg Deutschland Nachbarschaftspflege als gemeinnützige GmbH in Münster gegründet. Wie in den Niederlanden werden Pflege, Betreuungs- und Hauswirtschaftsleistungen auf Basis des Nachbarschaftsprinzips erbracht und nach zeitlichem Aufwand abgerechnet. Das Unternehmen erhielt Fördermittel aus dem Europäischen Sozialfonds, den Europäischen Sozialfonds in Nordrhein-Westfalen und vom Ministerium für Arbeit, Gesundheit und Soziales des Landes Nordrhein-Westfalen. Bis Ende 2021 ein Insolvenzverfahren eröffnet werden musste, war der Pflegedienst an neun Standorten vertreten und versorgte insgesamt 250 Patienten. Nach Abschluss des Insolvenzverfahrens blieben zwei Standorte – in München und Münster – übrig.

## Buurtzorg im Vergleich zu traditionellen Pflegediensten in den Niederlanden
Hinsichtlich der Produktivität auf Team- und Organisationsebene zeigte eine Untersuchung 2009, dass bei Versorgung durch ein Buurtzorg-Team nur 40 Prozent der genehmigten Pflegestunden genutzt wurden, während es bei anderen Anbietern etwa 70 Prozent waren. Von Buurtzorg betreute pflegebedürftige Menschen benötigten weniger Zeit für die Pflege, wurden schneller wieder selbstständiger und wurden seltener als Notfall in ein Krankenhaus eingewiesen.
Im Vergleich zu traditionellen ambulanten Pflegediensten war bei Buurtzorg Nederlands nach im Jahr 2015 veröffentlichten Zahlen die Krankheitsrate um 60 % und die Fluktuationsrate um 33 % niedriger. Die Mitarbeiter, die in der Pflege tätig sind, werden einheitlich nach Tarif vergütet, und es steht aufgrund der geringen Kosten für die Managementebene mehr Geld für die Pflege zur Verfügung. Im Jahr 2016 veröffentlichte das Beratungsunternehmen KPMG im Auftrag des niederländischen Gesundheitsministeriums die Ergebnisse eines Vergleichs von Buurtzorg mit anderen Anbietern von häuslicher Pflege bezüglich Qualität und Kosten: Danach lagen die Gesamtkosten bei Buurtzorg mit 15.357 € je Klient 500 € unter dem Wert der anderen Anbieter. Der durchschnittliche Pflegeaufwand pro Jahr und Klient lag in den Buurtzorg-Teams bei 108 Stunden, bei anderen Pflegediensten waren es 168 Stunden. Der Marktanteil von Buurtzorg lag 2018 in den Niederlanden bereits bei über 40 Prozent. Traditionelle Pflegedienste versorgen ihre Patienten durchschnittlich 7,5 Monate, während es bei Pflege durch Buurtzorg-Teams 5,5 Monate sind.

## Pflegekonzept
Zu den Prinzipien des personenzentrierten Modells gehört, dass der Patient seine Selbstversorgung weitgehend wiedererlangt. Deshalb orientiert sich die Pflege an den Bedarfen der pflegebedürftigen Menschen und weniger an einzelnen Aufgaben oder Tätigkeiten. Die Versorgung wird dadurch weniger fragmentiert und auf weniger Akteure als in der klassischen ambulanten Pflege verteilt, so dass der pflegebedürftige Mensch in der Regel auf eine feste Bezugsperson im Rahmen der professionellen Pflege zurückgreifen kann. Unterstützt wird er dabei von einem informellen Netzwerk, wie z. B. Angehörige, dem Buurtzorg-Team und einem formalen Netzwerk, darunter z. B. Akteure der primären Gesundheitsversorgung oder kommunale Ressourcen.
Zur Pflegeplanung wird das für die ambulante Pflege kodierte und validierte Omaha-Klassifizierungssystem genutzt. Damit wird deutlich, das das Pflegeverständnis im Buurtzorg-Modell über das Leistungsspektrum der ambulanten Pflege in Deutschland weit hinausgeht.

### Teamorganisation
Dem jeweiligen Buurtzorg-Team ist zwar eine Leitung zugeordnet, es besteht jedoch keine mittlere Führungsebene. Die flache Hierarchie soll die Teams dazu befähigen, ihren Aufgabenbereich innerhalb definierter Vorgaben selbst zu organisieren und zu verantworten. Jedes Teammitglied ist im gleichen Maße für den Gesamtprozess verantwortlich und trägt dadurch sämtliche Entscheidungen mit, zum Beispiel hinsichtlich der Neuaufnahme und Versorgung pflegebedürftiger Menschen oder der Einstellung und Kündigung von Mitarbeitern. Die Buurtzorg-Teams werden ihrerseits durch sogenannte Coaches unterstützt, die beispielsweise bei Konfliktlösungen helfen, selbst aber nicht Teil eines Teams oder für die Teams verantwortlich sind.
Die Buurtzorg-Teams nutzen Informations- und Kommunikationstechnologien, um unter anderem die administrative Planung zu reduzieren, sodass mindestens 60 Prozent der Arbeitszeit der direkten Patientenversorgung zukommen. Sie erhalten ein Budget für Fort- oder Weiterbildungen, Teamprojekte oder für gesundheitsförderliche Aktivitäten. Lohnabrechnungen, Vertragswesen und Finanzverwaltung werden zentral in Almelo bearbeitet, was zu einer erheblichen Kostensenkung im Vergleich zu
anderen Pflegediensten in den Niederlanden geführt hat.